# Nino Castelnuovo
Nino Castelnuovo (eigentlich Francesco Castelnuovo; * 28. Oktober 1936 in Lecco; † 6. September 2021 in Rom) war ein italienischer Schauspieler.

## Leben
Castelnuovo wurde als das erste von vier Kindern eines Bäckers geboren; seine Ausbildung brach er ab, um seine Familie durch Arbeit zu unterstützen. Nach Erfahrungen als Mechaniker, Maler und Fabrikarbeiter zog er nach Mailand, wo er als Vertreter eines Verlages Anstellung fand und Schauspielkurse am Piccolo Teatro besuchte. Mit seinen Freunden Luigi Bertolini und Cino Tortorella schuf er 1957 die Fernsehsendung für Kinder Zurli, mago del giovedì, in der er auch als Pantomime auftrat. Eine Folge seines Engagements war das Verlassen der Theaterschule, deren Statuten es ihren Schülern nicht erlaubte, für das Fernsehen zu arbeiten. Gleichwohl erhielt er dadurch auch seine erste Filmrolle. 1959 spielte Castelnuovo neben Claudia Cardinale und Pietro Germi, der auch Regie führte, im Drama Unter glatter Haut. Bald als typischer „junger Mann aus dem Volk“ etikettiert, nahmen auch bekannte Regisseure wie Luchino Visconti, Giuseppe De Santis, Luigi Comencini und Carlo Lizzani seine Dienste für Nebenrollen in Anspruch.
Die Hauptrolle wurde Castelnuovo dagegen in Un giorno da leoni übertragen, in der er einen der Saboteure gegen die Deutschen darstellte sowie die des Bruders eines Geisteskranken in Giorno per giorno disperatamente von Alfredo Giannetti. Seinen internationalen Durchbruch feierte der Schauspieler 1964 unter Beifall der ausländischen Kritiker mit der männlichen Hauptrolle in dem Filmmusical Die Regenschirme von Cherbourg an der Seite von Catherine Deneuve. Auch internationale Angebote folgten. In Italien selbst wurde er erst 1967 durch den als Miniserie verfilmte Roman Die Verlobten von Alessandro Manzoni vom Publikum deutlich bemerkt. Gleichzeitig legte die Rolle als Renzo Tramaglino ihn auf den Charakter des guten, naiven, mutigen, romantischen Jungen fest, den er in den folgenden Jahren in zahlreichen Kino- und Fernsehfilmen, die alle nicht mehr herausragendes Interesse wecken konnten, interpretierte. Der Wiederholungen müde, war er ab Ende der 1970er Jahre deshalb kaum noch in diesen Medien aktiv.
Erst Mitte der 1980er Jahre begann er wieder mit Fernseharbeiten. Mit der Rolle des D’Agostino erzielte Castelnuovo 1996 in dem oscarprämierten Film Der englische Patient nochmals eine gewisse Aufmerksamkeit, die meisten seiner späteren Film- und Fernsehproduktionen waren aber über Italien hinaus wenig bekannt.
Dafür arbeitete er regelmäßig für italienische Theater, wie (als spätes Beispiel) 2002 in dem Stück Prima Pagina, der italienischen Adaption des im Jahr 1928 erschienenen Stückes The Front Page von Ben Hecht und Charles MacArthur.
Ab 2005 war Castelnuovo nahezu erblindet und arbeitete von da an nur noch selten als Schauspieler. Seine letzte Filmrolle übernahm er im Jahr 2016. Er starb im September 2021 im Alter von 84 Jahren nach längerer Krankheit.

## Filmografie (Auswahl)
- 1956: Vater wider Willen (Era di venerdì 17)
- 1959: Unter glatter Haut (Un maledetto imbroglio)
- 1960: Glut (The Angel Wore Red)
- 1960: Rocco und seine Brüder (Rocco e i suoi fratelli)
- 1960: Der Weg zurück (Tutti a casa)
- 1960: Der Bucklige von Rom (Il gobbo)
- 1961: Tag für Tag Verzweiflung (Giorno per giorno disperatamente)
- 1963: Heirat auf sizilianisch (La smania addosso)
- 1964: 90 Nächte und ein Tag
- 1964: Die Regenschirme von Cherbourg (Les parapluies de Cherbourg)
- 1965: Eine junge Welt (Un mondo nuovo)
- 1965: Sieben reiten in die Hölle (The Reward)
- 1966: Django – Sein Gesangbuch war der Colt (Le colt cantarono la morte e fu… tempo di massacro)
- 1966: Die Geschöpfe (Les Créatures)
- 1966: Wir fahren in die Stadt (Andremo in città)
- 1967: Der Keuschheitsgürtel (La cintura di castità)
- 1969: Die Freundin war immer dabei (Verto certissimi anzi… probabile)
- 1969: Die fünf Gefürchteten (Un esercito di cinque uomini)
- 1969: Kameliendame 2000 (Camille 2000)
- 1969: Liebe und Zorn (Amore e rabbia)
- 1973: Die Filzlaus (L’emmerdeur)
- 1973: Gott schützt die Liebenden
- 1974: Die Minderjährige (La minorenne)
- 1974: Sommerliebelei (Un amour de pluie)
- 1975: Der geheimnisvolle Killer (Nude per l'assassino)
- 1975: Wenn bei süßen Teens die Hüllen fallen (Quella età maliziosa)
- 1979: Star Odyssey (Sette uomini d'oro nello spazio)
- 1985: Entführt (A viso coperto)
- 1993: Die Kinderklinik (Amico mio)
- 1996: Der englische Patient (The English Patient)
- 1999: Priester im Einsatz (Un prete tra noi)
- 2003: Senza la parola fine
- 2006: Questa è la mia terra (Fernsehserie, drei Folgen)
- 2010: Il sottile fascino del peccato
- 2013–2015: Le tre rose di Eva (Fernsehserie, 28 Folgen)
- 2016: The Legacy Run